# Synodontis guttatus
Synodontis guttatus är en fiskart som beskrevs av Günther, 1865. Synodontis guttatus ingår i släktet Synodontis och familjen Mochokidae. IUCN kategoriserar arten globalt som starkt hotad. Inga underarter finns listade i Catalogue of Life.